# Сила реакції
Си́ла реакції — сила, яка діє на матеріальне тіло з боку накладених на нього в'язей.
За природою сили реакції — це сили пружності. Відмінність від звичайних сил в тому, що сили реакції зазвичай не розраховуються із фізичних принципів. Натомість для визначення сил реакції використовується рівняння зв'язку.
Згідно з принципом д'Аламбера-Лагранжа робота сил реакції на віртуальних переміщеннях дорівнює нулю.
Із врахуванням сил реакції рівняння руху матеріальних точок набирають вигляду
{\displaystyle m_{i}{\ddot {\mathbf {r} }}_{i}=\mathbf {F} _{i}+\mathbf {R} _{i}},
де {\displaystyle m_{i}} — маса {\displaystyle i}-того тіла, {\displaystyle \mathbf {F} _{i}} — сили, які діють на це тіло (наприклад, сила тяжіння),
{\displaystyle \mathbf {R} _{i}} — сили реакції.
Сили реакції в такому формулюванні не визначені. Щоб відшукати їх потрібно врахувати рівняння зв'язків. Для цього зазвичай використовується процедура множників Лагранжа.
Детальніші відомості з цієї теми ви можете знайти в статті Рівняння Лагранжа першого роду.

## Приклади
У задачі про автомобіль, який рухається дорогою, сила, з якою дорога діє на автомобіль, є силою реакції. Зазвичай вона не обчислюється, виходячи з теорії пружності. Для цього потрібно було б розглянути, наскільки прогинається під автомобілем дорога, які напруження при цьому виникають в асфальті тощо. Натомість зазвичай припускають, що прогином дороги можна знехтувати, тож автомобіль не рухається у вертикальному напрямку. В такому випадку сила реакції дороги дорівнює силі, з якою автомобіль тисне на дорогу і дорівнює за абсолютною величиною {\displaystyle mg}, де {\displaystyle m} — маса автомобіля, а {\displaystyle g} — прискорення вільного падіння.
Ситуація стає набагато складнішою, як для водія, так і для фізика, коли автомобіль заїхав у багнюку й починає потопати.